# Pamela Hicksová
Lady Pamela Carmen Louise Hicksová (rozená Mountbattenová; * 19. dubna 1929 Barcelona) je britská šlechtična a příbuzná britské královské rodiny. Je mladší dcerou Louise Mountbattena, 1. hraběte Mountbattena z Barmy a Edwiny Mountbattenové. Prostřednictvím svého otce je první sestřenicí zesnulého prince Philipa, vévody z Edinburghu, a praneteří poslední ruské carevny Alexandry Fjodorovny.
Sloužila jako družička a později jako dvorní dáma královny Alžběty II. (její sestřenice ze třetího kolena). Prostřednictvím svého otce je také pravnučkou královny Viktorie a od roku 2024 jejím nejstarším žijícím potomkem.

## Život

### Původ a mládí
Lady Pamela se narodila 19. dubna 1929 v Barceloně Edwině Ashleyové a Louisi Mountbattenovi, 1. hraběti Mountbattenovi z Barmy. Má starší sestru Patricii Knatchbullovou, 2. hraběnku Mountbattenovou z Barmy. Rodově je členkou rodiny Mountbattenů, pochází z rodu Battenbergů, morganatické kadetské větve rodu Hesse-Darmstadt. Na žádost Jiřího V. se její prarodiče, princ Ludvík z Battenbergu a princezna Viktorie Hesenská v roce 1917 vzdali svých německých knížecích titulů výměnou za tituly v britském peerském stavu kvůli protiněmeckým náladám ve Spojeném království. Její otec, který se rovněž narodil jako princ z Battenbergu, byl později jmenován hrabětem Mountbattenem z Barmy. Prostřednictvím svého otce je prapravnučkou královny Viktorie a prince Alberta Sasko-Kobursko-Gothajského a od roku 2024 jejich nejstarším žijícím potomkem. Její matka Edwina byla dcerou Wilfrida Ashleyho, 1. barona Mount Temple. Prostřednictvím svého otce je první sestřenicí prince Philipa, vévody z Edinburghu.
Její křest se konal 12. července 1929 v královské kapli v St. James's Palace. Jejími kmotry byli král Alfons XIII. a Jiří, vévoda z Kentu, Naděžda Mountbattenová, Marjorie Prattová, hraběnka z Brecknocku, a vévodkyně z Peñarandy.
Navštěvovala Hewitt School v New Yorku.
V roce 1947 doprovázela své rodiče do Indie a zůstala s nimi po celou dobu otcova působení ve funkci místokrále Indie před získáním nezávislosti a poté generálního guvernéra Indie po rozdělení státu až do roku 1948, kdy s nimi žila ve Vládním domě v Dillí a v letním místokrálovském sídle v Šimle. 
V listopadu 1947 byla za družičku tehdejší princezně Alžbětě na její svatbě s princem Philipem, vévodou z Edinburghu. Jako dvorní dáma princezny Alžběty byla s ní a vévodou z Edinburghu v Keni, když Jiří VI. 6. února 1952 zemřel. Na přelomu let 1953 a 1954 doprovázela královnu jako dvorní dáma na královské cestě na Jamajku, do Panamy, na Fidži, do Tongy, na Nový Zéland, do Austrálie, na Cejlon, do Adenu, Libye, na Maltu a Gibraltar.
Lady Pamela Mountbattenová byla přibližně od roku 1952 do roku 1959 velitelkou dívčího námořního výcvikového sboru.

### Manželství a potomci
Je vdovou po interiérovém designérovi Davidu Nightingaleovi Hicksovi (25. března 1929 - 29. března 1998), synovi makléře Herberta Hickse a Iris Elsie Plattenové. Vzali se 13. ledna 1960 v opatství Romsey v hrabství Hampshire. Za družičky jim šly princezna Anne, princezna Klarisa Hesenská (dcera sestřenice Sofie), Victoria Martenová (kmotřenka nevěsty), Joanna Knatchbullová a Amanda Knatchbullová (dcery nevěstiny sestry Patricie). Po návratu ze svatební cesty po Západní Indii a New Yorku se lady Pamela v únoru 1960 dozvěděla o smrti své matky.
Manželé spolu měli tři děti:[9]
- Edwina Victoria Louise Hicksová (narozena 24. prosince 1961), která se provdala za herce Jeremyho Brudenella
- Ashley Louis David Hicks (narozen 18. července 1963).
- India Amanda Caroline Hicksová (narozena 5. září 1967)

David Nightingale Hicks zemřel 29. března 1998 ve věku 69 let na rakovinu plic.

### Pozdější léta života
Po smrti svého bratrance, prince Philipa, vévody z Edinburghu v roce 2021, je posledním žijícím pravnoučetem princezny Alice Sasko-Koburské a po smrti královny Alžběty II. v září 2022 se stala nejstarším žijícím potomkem královny Viktorie. Se svou dcerou Indií Hicksovou se 19. září 2022 zúčastnila královnina státního pohřbu.